# Anatoliï Troubine
Anatoliï Volodymyrovytch Troubine (en ukrainien : Анатолій Володимирович Трубін), également écrit sous la translittération anglophone Anatoliy Volodymyrovych Trubin, né le 1er août 2001 à Donetsk en Ukraine, est un footballeur international ukrainien évoluant au poste de gardien de but avec le Benfica Lisbonne.

## Biographie

### En club
Né à Donetsk en Ukraine Anatoliï Troubine est formé par le club de sa ville natale, le Chakhtar Donetsk. Il joue son premier match lors d'une rencontre de championnat contre le FK Marioupol le 26 mai 2019. Il est titularisé et garde sa cage inviolée lors de cette partie remportée par les siens (4-0 score final). Cette année-là, le Chakhtar est champion et il remporte le premier titre de sa carrière.
Il joue un peu plus lors de la saison 2019-2020 apparaissant davantage que Oleksiï Chevtchenko, l'habituelle doublure, mais reste toujours dans l'ombre du portier emblématique du club, Andriy Pyatov. Troubine est nommé capitaine face au Kolos Kovalivka le 15 juillet 2020, devenant ainsi le plus jeune joueur à porter le brassard de capitaine dans l'histoire du Chakhtar Donetsk, à 18 ans et 349 jours, dépassant ainsi le précédent record de Dmytro Tchyhrynsky. Il est sacré à nouveau champion d'Ukraine à l'issue de la saison.
Le 10 août 2023, Anatoliï Troubine rejoint le Portugal en rejoignant le Benfica Lisbonne pour un contrat de cinq ans, soit jusqu'en juin 2028.

### En sélection
Anatoliï Troubine représente l'équipe d'Ukraine des moins de 17 ans entre 2017 et 2018. Au total, il joue six matchs. Il officie également comme capitaine avec cette sélection.
Le 3 juin 2019, Anatoliï Troubine joue son premier match avec l'équipe d'Ukraine espoirs face à Chypre. Les jeunes ukrainiens s'imposent sur le score de trois buts à zéro ce jour-là.
Le 31 mars 2021, il honore sa première sélection avec l'équipe nationale d'Ukraine face au Kazakhstan. Il est titularisé et les deux équipes se neutralisent (1-1 score final).
En juin 2021, il fait partie de la liste des 26 joueurs convoqués par Andriy Chevtchenko pour disputer l'Euro 2020.
En mai 2024, il fait partie de la liste des 26 joueurs convoqués par Serhiy Rebrov en vue de l'Euro 2024.

## Statistiques
| Saison                | Club                  | Championnat           | Championnat | Championnat | Coupe nationale | Coupe nationale | Coupe de la Ligue | Coupe de la Ligue | Supercoupe | Supercoupe | Compétition(s) continentale(s) | Compétition(s) continentale(s) | Compétition(s) continentale(s) | Total | Total |
| Saison                | Club                  | Division              | M.          | B.          | M.              | B.              | M.                | B.                | M.         | B.         | Comp.                          | M.                             | B.                             | M.    | B.    |
| 2018-2019             | Chakhtar Donetsk      | Premier-Liha          | 1           | 0           | -               | -               | -                 | -                 | -          | -          | -                              | -                              | -                              | 1     | 0     |
| 2019-2020             | Chakhtar Donetsk      | Premier-Liha          | 7           | 0           | -               | -               | -                 | -                 | -          | -          | C1+C3                          | -                              | -                              | 7     | 0     |
| 2020-2021             | Chakhtar Donetsk      | Premier-Liha          | 21          | 0           | -               | -               | -                 | -                 | -          | -          | C1+C3                          | 5+4                            | 0+0                            | 30    | 0     |
| 2021-2022             | Chakhtar Donetsk      | Premier-Liha          | 12          | 0           | -               | -               | -                 | -                 | -          | -          | C1                             | 6                              | 0                              | 18    | 0     |
| 2022-2023             | Chakhtar Donetsk      | Premier-Liha          | 28          | 0           | -               | -               | -                 | -                 | -          | -          | C1+C3                          | 6+4                            | 0                              | 38    | 0     |
| Sous-total            | Sous-total            | Sous-total            | 69          | 0           | 0               | 0               | 0                 | 0                 | 0          | 0          | -                              | 25                             | 0                              | 94    | 0     |
| 2023-2024             | Benfica Lisbonne      | Liga Portugal         | 17          | 0           | 3               | 0               | 3                 | 0                 | -          | -          | C1+C3                          | 6+1                            | 0+0                            | 30    | 0     |
| Sous-total            | Sous-total            | Sous-total            | 17          | 0           | 3               | 0               | 3                 | 0                 | 0          | 0          | -                              | 7                              | 0                              | 30    | 0     |
| Total sur la carrière | Total sur la carrière | Total sur la carrière | 86          | 0           | 3               | 0               | 3                 | 0                 | 0          | 0          | -                              | 32                             | 0                              | 124   | 0     |

## Palmarès
Chakhtar Donetsk
- Championnat d'Ukraine (1) :
  - Champion : 2018-2019 et 2019-2020.